# Ulsteinvik
Ulsteinvik  (norsk udtale) ? er en by, byområde og administrationscentrum i Ulstein kommune, på øen Hareidlandet i Møre og Romsdal fylke. I 2014 var der 6 201 indbyggere i Ulsteinvik.
Byen er handelscentrum i kommunen og har desuden store skibsværfter og industri. I Ulsteinvik finner man også en videregående skole og en folkehøjskole. Fodboldholdet IL Hødd spiller sine hjemmekampe på Høddvoll Stadion.
Ulsteinvik blev et bynavn i 2000 efter en beslutning fra kommunalbestyrelsen. Byen er defineret som et tettsted. I byen ligger Kleven Værft og Ulstein Værft.